# Ulrike Arnold
Pour les articles homonymes, voir Arnold.
Ulrike Arnold, née le 9 septembre 1950 à Düsseldorf, est une artiste peintre allemande.

## Biographie
Ulrike Arnold a étudié de 1968 à 1971 la musique et les Beaux Arts et devient enseignante. De 1979 à 1986, elle poursuit des études d'art à l'Académie des beaux-arts de Düsseldorf (Kunstakademie Düsseldorf) dirigée par le professeur Klaus Rinke où elle est nommée en 1986 comme artiste peintre.
Elle reçoit en 1988 le prix de promotion Eduard von der Heydt à Wuppertal. Elle a parcouru et travaillé thématiquement sur les cinq continents de la Terre, récemment[Quand ?] en Amérique du Sud et habite et travaille aujourd'hui [Quand ?] à Düsseldorf et à Flagstaff, en Arizona.

## Œuvres
Peintures à base de terre
L'artiste peint avec de la terre, des minéraux et des éclats de météorites sur toile et sur les pierres. Elle collecte tout d'abord les couleurs sous forme de pierres et les broie ensuite elle-même avant de les utiliser pour sa peinture. Les titres de ses tableaux correspondent aux endroits particuliers dans le monde où elle trouva les matériaux, comme Flagstaff, en Arizona ou Bryce Canyon dans l'État de l'Utah. Les structures, les formes et les couleurs de ses peintures reflètent la qualité des paysages où elles naissent. Elles sont soumises aux conditions naturelles de l'environnement des lieux ce qui leur confère cette force d'expression inouïe.
Peintures à base de poussières de comètes
Depuis 2004, elle élargit le répertoire de ses matériaux. Elle est une des premières artistes au monde à travailler avec des particules de météorites (nickel, fer et roches) qu'elle se procure dans le laboratoire de recherches. Ces substances considérées comme précieuses proviennent d'astéroïdes et de comètes. Cette poussière d'une couleur sombre fait preuve du temps remontant à la genèse de l'univers et est en partie plus vieille que la Terre. Grâce à tous ces matériaux récoltés sur la Terre même, elle crée des peintures cosmologiques.
Collections
Les peintures d'Ulrike Arnold se trouvent dans des collections privées et dans les musées :
- Rhénanie-du-Nord-Westphalie,
- Chancelier d'État Düsseldorf [Quoi ?],
- Musée d'arts de Düsseldorf,
- Collection de Ernst & Young à Düsseldorf,
- Deutsche Bank de Cologne,
- GLS bank à Bochum,
- Dennis Hopper collection à Venice,
- Fondation Langen à Neuss,
- Centre for Art and Environment [Où ?]
- Nevada Museum of Art Reno, Nevada
- Vollstedt collection [Où ?].

## Expositions individuelles
- 1987 : Cologne, Gerstman Abdallah Fine Art ; Sydney, Institut Goethe ; Melbourne, Australie ; Gerstman Abdallah Fine Art
- 1989 : Wuppertal Kunstverein
- 1991 : Leverkusen, Museum Morsbroich, Earth Art, peintures avec de la terre d'Amérique, Studiogalerie
- 1992 : Cologne, galerie Nawrocki
- 1994 : San Francisco, Brian Gross Gallery
- 1994 : Francfort, City Hall ; Essen, Musée Folkwang
- 1995 : Berlin, galerie Körnerpark, Peintures avec de la terre
- 1997 : Cologne, Anoniterkirche (église) ; International Earth Day, Cassel, Alte Brüderkirche ; Essen, galerie Ricarda Fox
- 1999 : Düsseldorf, Booz, Allen & Hamilton
- 2000 : University Tucson, Arizona, Joseph Gross Gallery ; Düsseldorf, Galerie Beethovenstrasse
- 2001 : Grand Canyon, Arizona USA, Kolbstudio
- 2001 : Kyoto, Japon, Art in Machiya
- 2003 : Fürstenfeldbruck, Earth Paintings, Gallery Angie Schäfer ; galerie Beethovenstrasse, Düsseldorf
- 2004 : Wuppertal, salle d'exposition Wischerstraße
- 2005 : Cologne, Deutsche Bank AG : erdnah - sternenfern
- 2006 : Mönchengladbach, Altes Museum, Erdgestein und Sternenstaub
- 2007 : Santa Fe, William Siegal Gallery
- 2009 : Berlin, Musée des sciences naturelles, Sternenstaub und Erdgestein
- 2010 : Paris, Cité des Sciences et de l'industrie Paris, 400 ans après Galilée
- 2011 : Seedorf, Herzogtum Lauenburg, Schaalsee-Galerie